# Signiphora xanthographa
Signiphora xanthographa is een vliesvleugelig insect uit de familie Signiphoridae. De wetenschappelijke naam is voor het eerst geldig gepubliceerd in 1936 door Blanchard.